# Marie et sa bande
Pour plus de détails, voir Fiche technique et Distribution.
Marie et sa bande (The Challengers) est un téléfilm familial canadien produit en 1989 par Lauron Productions pour la Canadian Broadcasting Corporation. La bande originale du film contient la chanson Somehow I'll Find My Way Home de Jon and Vangelis et le début du film commence avec le hit de Corey Hart "Sunglasses at night".
Le film fut initialement diffusé au Canada le 14 octobre 1990 sur CBC. BBC One diffusa le film au Royaume-Uni le 3 août 1993. Le film fut également largement diffusé sur Disney Channel. Triboro Entertainment sortit la vidéo en VHS.
En France, le téléfilm a été diffusé fin des années 80 dans Le Mardi c'est permis sur M6. Rediffusion le 13 novembre 1990 à 20h35 sur M6. Marie et sa bande rencontra un large succès et fut diffusé à plusieurs reprises pendant plusieurs années sur la sixième chaîne.

## Synopsis
Marie n'a que 11 ans lorsque son père décède.
Pour des raisons matérielles, Marie et sa mère doivent quitter la ville et s'installer dans une bourgade de province.
Cet éloignement n'enlève rien au chagrin de Marie qui ne peut accepter la mort de son père et qui sans cesse, se passe au magnétoscope les moments heureux vécus en famille.
Marie s'intègre mal au centre de loisirs où elle a du mal à trouver sa place.
Par hasard, elle découvre trois jeunes garçons venant de créer un petit groupe "Les Challengers" et qui cherchent un quatrième partenaire, ce dernier ne pouvant naturellement qu'être un garçon.
Comme ils ne veulent pas entendre parler de fille, Marie décide de se déguiser temporairement en garçon et sous ce déguisement devient épisodiquement Marco, le cousin de Marie.
Grâce à ce stratagème, Marie reprend goût à la vie, fait de la musique avec ses nouveaux copains...Mais trop vite, la supercherie se retourne contre elle.

## Fiche technique
- Titre original : The Challengers
- Réalisation : Eric Till
- Scénario : Clive Endersby
- Musique : Eric N. Robertson
- Pays d’origine : Canada
- Producteur : Ralph Endersby
- Distributeur : Canadian Broadcasting Corporation - VHS video release : Triboro
- Durée : 97 minutes
- Date de diffusion : 1990

## Distribution
- Gema Zamprogna : Marie / Marco Daniels
- Gwynyth Walsh : Angie Daniels
- Eric Christmas : Zack
- Steven Andrade : Jonathan
- Martin Smits : Harold
- Matthew Beckett : Lennon
- Sarah Sawatsky : Jenny Blair